# Walther Lietzmann
Karl Julius Walther Lietzmann (Drossen, 7 de agosto de 1880 – Göttingen, 12 de julho de 1959) foi um matemático, pedagogo e didático da matemática alemão.

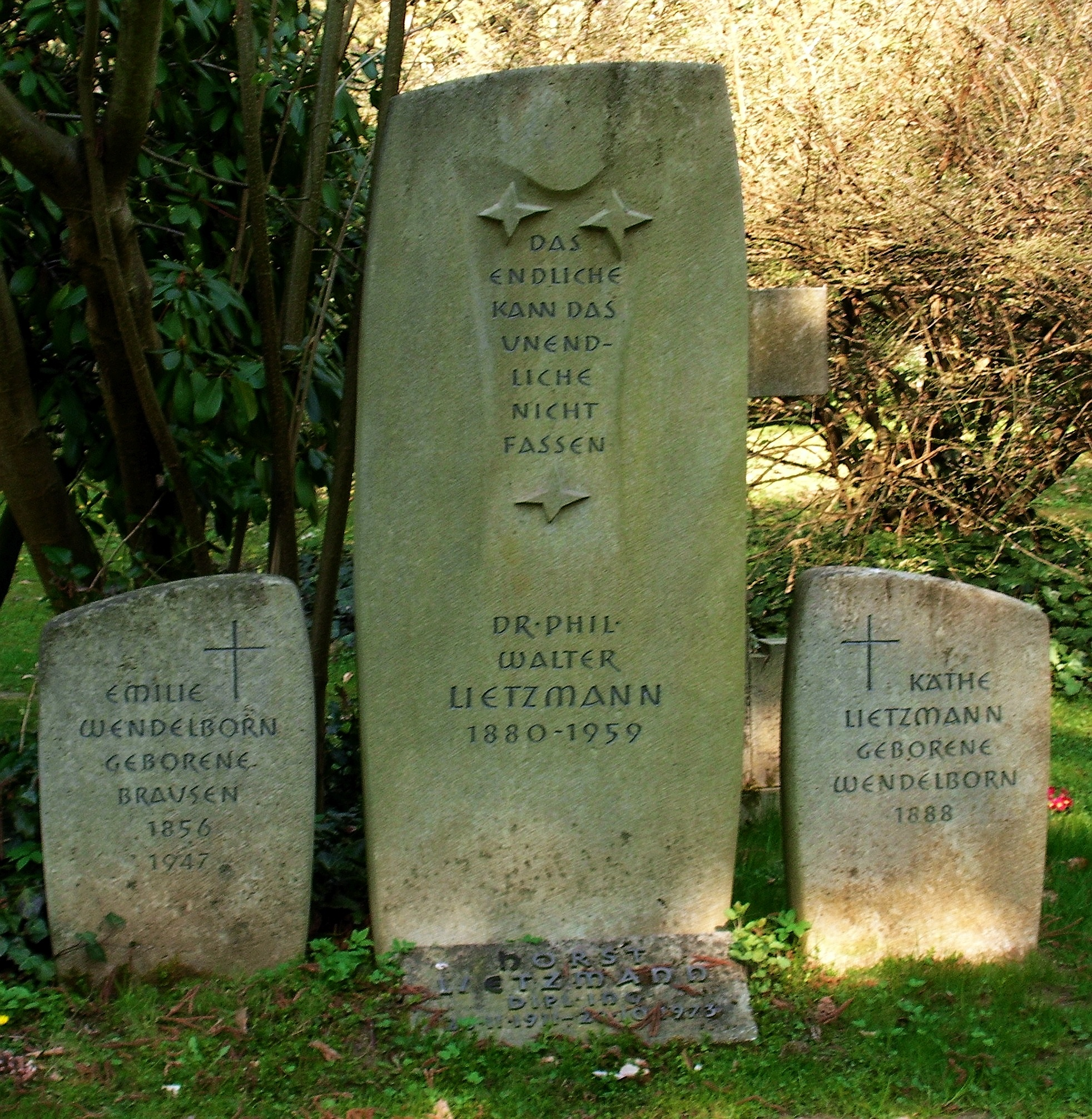
Sepultura do professor Walt(h)er Lietzmann no Cemitério Municipal de Göttingen

## Formação e carreira
Lietzmann obteve um doutorado em 1904 na Universidade de Göttingen, orientado por David Hilbert, com a tese über das biquadratische Reziprozitätsgesetz in algebraischen Zahlkörpern. Foi professor ginasial (a partir de 1906 em Barmen, ab 1914 in Jena) e foi de 1919 até aposentar-se em 1946 diretor da Oberrealschule (com Reformrealgymnasium) em Göttingen. Em 1918 foi eleito membro da Academia Leopoldina.
Em 1920 foi docente e em 1934 professor honorário de pedagogia das ciências exatas na Universidade de Göttingen. Participou de forma significativa no programa de Felix Klein de reforma do ensino de matemática nas escolas superiores, e "seu" ginásio em Göttinger leva atualmente seu nome.
Em 1937 foi presidente da Associação dos Matemáticos da Alemanha.

## Publicações

### Principais obras didáticas
- Methodik des mathematischen Unterrichts. 3 Teile in 3 Bänden. I: Organisation, Allgemeine Methode und Technik des Unterrichts. II. Didaktik der einzelnen Gebiete des mathematischen Unterrichts. III. Didaktik der angewandten Mathematik. 1. Auflage im Handbuch des naturwissenschaftlichen und mathematischen Unterrichts, hrsg. von J. Norrenberg, Leipzig, Quelle & Meyer (ca. 1916). Zweite Auflage 1923–1926.
- Methodik des Mathematischen Unterrichts. 1. Auflage 1951 in zwei Bänden: Der Unterricht und Der Lehrstoff. Postum ab der 3. Auflage in einem Band vereinigt. Die 3. Auflage wurde von Richard Stender bearbeitet (1961), die 4. von Horst Jahner (1968), die 5. von H. Jahner und Dietrich Pohlmann (1978); die 6. Auflage (1985) war ein unveränderter Nachdruck der 5.

### Livros-texto
- com P. Zühlke: Aufgabensammlung und Leitfaden für Arithmetik, Algebra und Analysis. Ausgabe B. Leipzig, Berlin: Teubner (1924).
- com P. Zühlke e B. Fischer: Mathematisches Unterrichtswerk für höhere Knabenschulen (1925?).
- Mathematisches Unterrichtswerk für höhere Mädchenbildungsanstalten: Aufgabensammlung und Leitfaden der Geometrie für die Unter – und Mittelstufe (5. Auflage 1928).
- com J. Jarosch: Mathematisches Unterrichtswerk für Mittelschulen (ca. 1926).
- com P. Zühlke e H. Willers: Aufgabensammlung und Leitfaden für Arithmetik, Algebra und Analysis. Oberstufe. Leipzig: Teubner (5. Auflage 1931).
- Aufgabensammlung und Leitfaden der Geometrie. Für die Unter- und Mittelstufe. Teubner: Leipzig (1935). Mindestens 13 Auflagen.
- com H. Freund e R. Wölz: Mathematisches Unterrichtswerk. Leitfaden für Arithmetik, Algebra u. Analysis. Mittelstufe. (Neubearbeitung 1955).
- Mathematisches Unterrichtswerk. Göttingen: Vandenhoeck & Ruprecht (ca. 2 Auflagen, um 1950–1955).

### Outras publicações
- Stoff und Methode des Raumlehreunterrichts in Deutschland. Ein Literaturbericht. Teubner: Leipzig (1912). Reprograph. Nachdruck Paderborn: Schöningh (1985).
- com V. Trier: Wo steckt der Fehler ? Trugschlüsse und Schülerfehler.Leipzig und Berlin: Teubner (1913).
- Riesen und Zwerge im Zahlenreich. Leipzig: Teubner (1916).
- Was ist Geld ? Leipzig, Berlin: Teubner (1918).
- Erkenntnislehre im mathematischen Unterricht der Oberklassen. Charlottenburg, Mundus (1921).
- Anschauliche Einführung in die mehrdimensionale Geometrie. Oldenbourg (1952).
- Lustiges und Merkwürdiges von Zahlen und Formen. Breslau: Ferdinand Hirt (1922). 11. Auflage Vandenhoeck & Ruprecht (1982).
- Funktion und Graphische Darstellung. Breslau (1925).
- como editor com W. Hillers: Die Durchführung des Arbeitsschulprinzips im mathematischen Unterricht. Leipzig, Berlin: Teubner (1931).
- Mathematik und bildende Kunst. Breslau: Ferdinand Hirt (1931).
- Kegelschnittlehre. Leipzig, Berlin: Teubner (1933). Nachkriegsausgabe unter dem Titel Elementare Kegelschnittlehre. Bonn: Dümmler (1949).
- Lebendige Mathematik. Breslau: Ferdinand Hirt (1943), 2. Auflage Physica-Verlag (1955). Aus dem Inhalt: Vom Rechenbrett zur Rechenmaschine, Schaubilder und Zahlenvergleich, Textilgeometrie: Vom Nähen, Stricken und Weben, Dreiecke im Gelände, Von den Gleichungen zweiten Grades und vom Goldenen Schnitt, Raumgestalten, Luftbildmessung, Von Landkarten und vom Sehen, Die mathematische Methode etc.
- Formale Bildung im mathematischen und sprachlichen Unterricht. Hannover: Hahn (1947).
- Sonderlinge im Reich der Zahlen. Bonn: Dümmler (1948).
- Schulreform und mathematischer Unterricht. Heidelberg: Quelle & Meyer (1949).
- Das Wesen der Mathematik. Braunschweig: Vieweg (1949).
- Elementare Kugelgeometrie mit numerischen und konstruktiven Methoden. Göttingen: Vandenhoeck & Ruprecht (1949).
- Sonderlinge im Reich der Zahlen. Dümmler (1954).
- Anschauliche Topologie. Oldenbourg (1955). Übersetzung ins Englische Visual Topology New York: Elsevier (1965).
- Anschauliche Arithmetik und Algebra. Physica-Verl. (1956).
- Experimentelle Geometrie. Stuttgart: Teubner (1959).
- Der Pythagoreische Lehrsatz. Leipzig: Teubner, 1965.

Obras sobre a história da matemática:
- Altes und Neues vom Kreis. Leipzig: Teubner, 1935, 1963.
- Frühgeschichte der Geometrie auf germanischem Boden, Breslau, Ferdinand Hirt, 1940
- Aus der Mathematik der Alten, 1928
- Überblick über die Geschichte der Elementarmathematik, 1926, 2. Auflage 1928

### Como editor
- com Alexander Witting, Mathematisch-Physikalische Bibliothek.
- com Heinrich Schotten,  Zeitschrift für mathematischen und naturwissenschaftlichen Unterricht aller Schulgattungen. Begründet 1869 von J. C. V. (d. i. Immanuel Carl Volkmar) Hoffmann.
- com Heinrich Behnke, Mathematisch-Physikalische Semesterberichte: Zur Pflege des Zusammenhangs von Schule und Universität. Bd. I(1949) bis Bd. X(1963). Gött., V&R

### Autobiografia
Aus meinen Lebenserinnerungen / Im Auftrag von Walter und Käthe Lietzmann hrsg. von Kuno Fladt. Göttingen: Vandenhoeck & Ruprecht (1960).

## ligações externas
- Literatura de e sobre Walther Lietzmann (em alemão) no catálogo da Biblioteca Nacional da Alemanha
- Werke von und über Walther Lietzmann na Deutsche Digitale Bibliothek
- Biographie von ICMI
- Biographie des Felix-Klein-Gymnasiums